# Charité (Cranach)
Pour les articles homonymes, voir Charité (homonymie).
Charité est un tableau réalisé par le peintre allemand Lucas Cranach l'Ancien en 1540. Cette huile sur panneau est une allégorie qui représente la Charité sous les traits d'une jeune femme nue allaitant un nourrisson alors qu'elle est assise près d'un pommier sur un bloc de pierre, deux autres enfants jouant autour d'elle. Léguée par Florent van Ertborn en 1841, l'œuvre est conservée au musée royal des Beaux-Arts d'Anvers, à Anvers, en Belgique.